# دریاچه کولویتسکویه
دریاچه کولویتسکویه (انگلیسی: Lake Kolvitskoye) یک دریاچه در استان مورمانسک کشور روسیه است.